# Abomar ibne Abu Iáia Abu Becre
Abomar ou Abâmor ibne Abu Iáia Abu Becre (em árabe: أبو عمر بن أبي يحيى أبو بكر; romaniz.: Abū Umar ibn Abū Yaḥyā Abū Bakr) foi um dinasta dos Benamerim (merínidas), no Magrebe. Era filho do sultão Abu Iáia Abu Becre (r. 1244–1258) e foi por ele nomeado governador de Taza. Quando seu pai faleceu em 1258, houve uma disputa sucessória na qual dividiram-se aqueles que apoiavam a sucessão por Abomar e aqueles que optavam pelo tio do governador, Abu Iúçufe Iacube ibne Abdalaque. A disputa se arrastou até o ano seguinte, mas Abu Iúçufe Iacube tinha maior aceitação entre os xeiques e foi escolhido para suceder no trono sultanal de Fez, enquanto Abomar foi compensado com o governo de Mequinez.